# 达察·格桑丹贝卓米
达察·格桑丹贝卓米（藏語：བསྐལ་བཟང་བསྟན་པའི་འབྲོག་མི་，威利转写：bskal bzang bstan pa'i 'brog mi；1888年—1918年）藏族，拉萨蔡公塘地方人，第十一世（计追认）达察活佛。

## 生平
藏历土鼠年（1888年），生于拉萨蔡公塘地方。光绪十六年（1890年），经金瓶掣签认定为上一世达察活佛的转世灵童。后来坐床正式继任达察活佛。少年时期，在拉萨哲蚌寺学经。获拉让巴格西后，回到八宿寺传法，并修复该寺。
藏历土马年（1918年），达察·格桑丹贝卓米圆寂，享年31岁。